# Dichromodes implicata
Dichromodes implicata là một loài bướm đêm trong họ Geometridae.